# 10 Years (single)
10 Years is een single van de IJslandse formatie Daði og Gagnamagnið. Het diende als de IJslandse inzending voor het Eurovisiesongfestival 2021 in Rotterdam, Nederland. Het nummer dat uitgebracht werd op 13 maart 2021, werd geschreven door zanger Daði Freyr. Het lied is een loflied op zijn echtgenote, met wie hij op dat moment 10 jaar samen is, en die tevens deel uitmaakt van gelegenheidsband Gagnamagnið.
Het nummer trad aan tijdens de tweede halve finale van het Eurovisiesongfestival en wist een plek te veroveren in de finale van  zaterdag 22 mei. Uiteindelijk eindigde het op plaats vier.